# Gendringen
Gendringen is een plaats en voormalige gemeente in de gemeente Oude IJsselstreek, gelegen in de Gelderse streek  de Liemers.  Tevens maakt de plaats onderdeel uit van bestuursorgaan en toeristisch samenwerkingsverband Achterhoek. Vanuit nationale instanties (zoals het CBS) wordt de plaats in bepaalde gevallen ook bij de Achterhoek ingedeeld.  Gendringen heeft circa 4.460 inwoners.
Gendringen is lange tijd een zelfstandige gemeente geweest. Op 1 januari 1812 werd Etten als zelfstandige gemeente van Gendringen afgesplitst. Op 1 januari 1818 werd Etten weer bij Gendringen gevoegd. Op 1 januari 2005 fuseerde de gemeente Gendringen met de gemeente Wisch tot de nieuwe gemeente Oude IJsselstreek.
Gendringen viert elk jaar kermis in het laatste weekend van augustus.

## Naam
J.A. Huisman gaf in een schrijven van 9 november 1962 aan de burgemeester van Gendringen als waarschijnlijke verklaring van de plaatsnaam de samenstelling van de persoonsnaam Gender met -inchem als plaatsbepaling. Ook M. Gysseling zoekt het in zijn toponymisch woordenboek in deze richting. De naam Gendringen zou duiden op "collectiviteit, toebehorende aan de lieden van 'Gandahari'". Er bestaat ook een andere verklaring van de naam Gendringen. Vroeger waren er het dorp veel gentenhoeders en had elke genthouder een speciaal teken aan zijn/haar gent. In dit verhaal had die gent dus 3 ringen. Deze gent raakte verdwaald en werd dus aan die 3 ringen herkend. Zo ontstond de naam, en het wapen is hierop gebaseerd.

## Geschiedenis

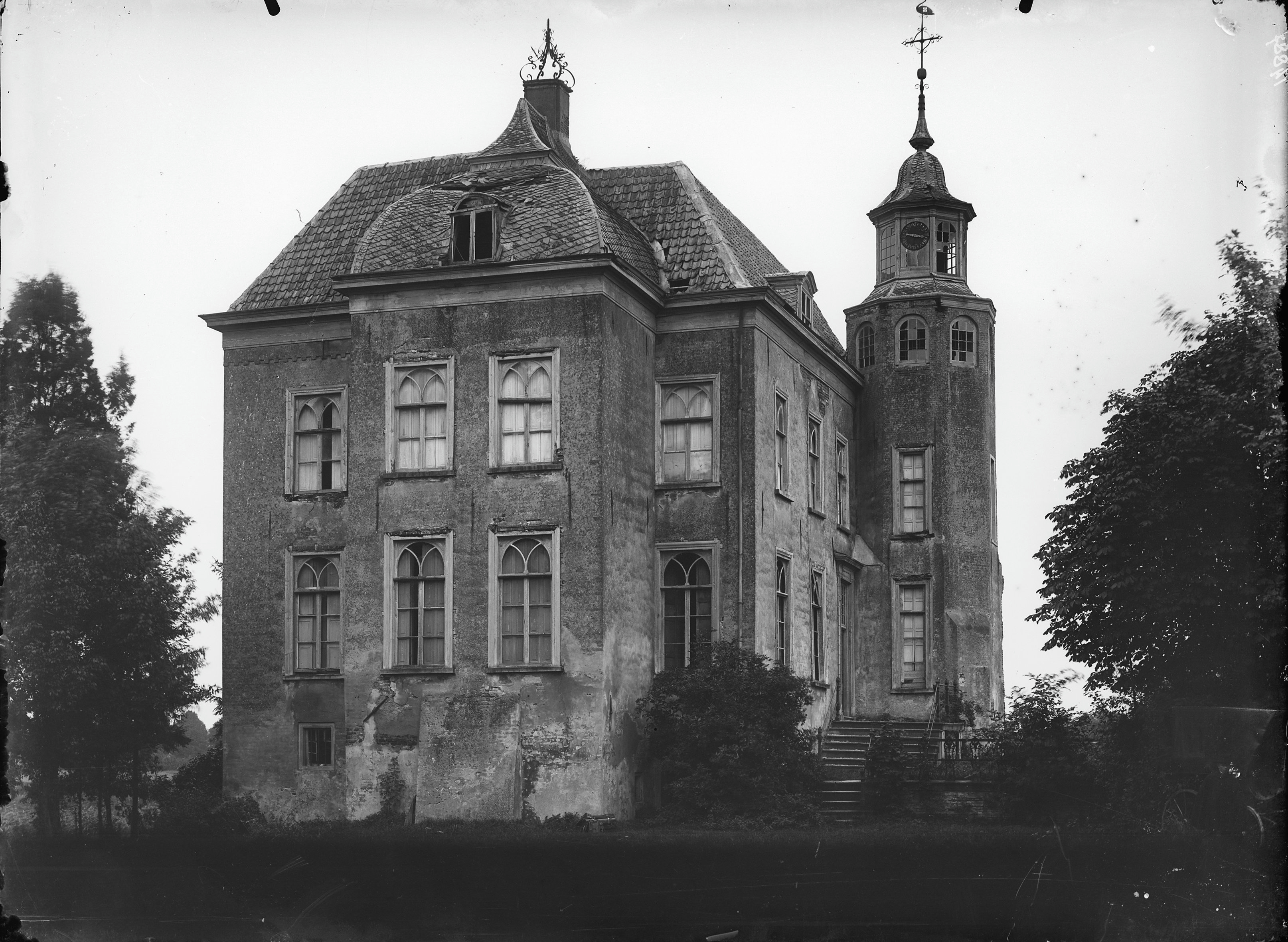
Kasteel Zwanenburg in 1900, kort voor de sloop

In de middeleeuwen was Gendringen een heerlijkheid onder het Land van den Bergh. Het kerspel was als bezit van de aartsbisschop van Keulen uitgeleend aan de heren van Bergh die in het kasteel in 's-Heerenberg resideerden. Gendringen had in deze tijd ook muntrecht, maar de muntslag verschoof op een gegeven moment naar 's-Heerenberg.
Van de voormalige heerlijkheid Gendringen zijn geen zegels of wapens bekend. Ook vroeg de gemeente in 1816 geen wapen aan. Pas in 1929 werd het huidige wapen, wat al enige tijd door de gemeente werd gebruikt, aangevraagd en bevestigd. Het komt bijvoorbeeld al, in iets andere vorm, voor op een pentekening uit 1856. Op deze tekening zijn de ringen zilver op een veld van sinopel.
Lange tijd werd gedacht dat het hier om een sprekend wapen ging. Misschien heeft de gemeente dat ook inderdaad gedacht bij de aanvraag van 1929. Het is echter waarschijnlijk afgeleid van het wapen van de Zutphense familie Huetinck. Deze familie voerde als wapen een vogel, waaronder zeven ringen. Als helmteken werd een zwaan gebruikt, de vogel op het veld is dus waarschijnlijk ook een zwaan. In 1738 zegelde Gosuinus Huetinck met zijn eigen zegel als Heer van Gendringen en Etten. Waarschijnlijk heeft de gemeente het zegel overgenomen als wapen. De zwaan is waarschijnlijk als sprekend element overgenomen i.p.v. de zwaan. Wanneer en waarom het aantal ringen is aangepast is niet bekend.
Sinds 1272 is er sprake van het kasteel Zwanenburg dat in de 14e eeuw met een voorburcht werd uitgebreid, en rond 1504 een kapel bleek te bezitten. Het kasteel wordt uiteindelijk in 1901 voor de sloop verkocht. Het dorp werd op 18 mei 1830 door een grote brand getroffen, die bijna het hele dorpscentrum vernietigde waarbij 64 huizen afbrandden. De huidige Nederlands-hervormde Sint Maartenkerk in het centrum is de opvolger van de middeleeuwse kerspelkerk die eveneens verloren ging in de brand. De huidige rooms-katholieke Martinuskerk in het centrum is aan het eind van de negentiende eeuw gebouwd.

## Geografie

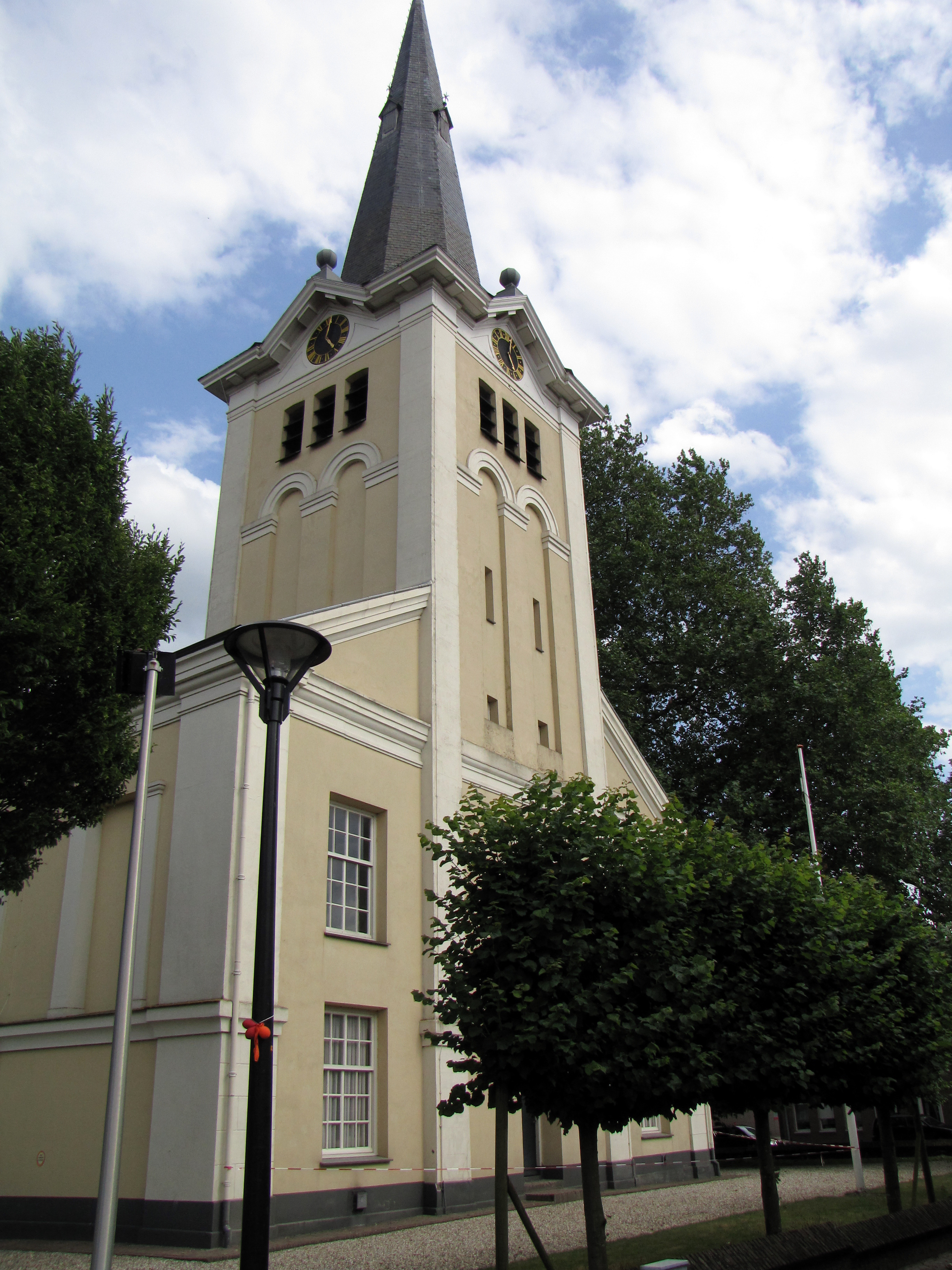
Protestantse Sint Maartenkerk

Gendringen ligt in de zuidoosthoek van de Liemers aan de Duitse grens, op zo'n 9 kilometer van het Duitse Emmerik, 12 kilometer ten zuidoosten van Doetinchem en 20 km ten noordwesten van het Duitse Bocholt. Het dorp telt ruim 4000 inwoners en is daarmee een van de grotere kernen van de gemeente Oude IJsselstreek. Buurtschappen horend bij Gendringen zijn Engbergen, Wals, Milt en Wieken, waarvan de laatste de grootste is en nog steeds een eigen kermis kent.
Tussen Gendringen en het aangrenzende Ulft ligt het industrieterrein De IJsselweide. In de buurt van Gendringen liggen een aantal natuurgebieden, waaronder moerasgebied Het Kluunpand ten zuiden van Gendringen en plaatselijk park Het Kernspark, dat in het noordoosten van de plaats ligt. Een paar kilometer ten noordwesten van Gendringen, nabij de buurtschap Veldhunten, ligt het Azewijnse Broek, een natuurgebied met grote waterplas dat zich door zandwinning heeft ontwikkeld. Tot slot is er nog het bos Engbergen, dat in de gelijknamige buurtschap ten oosten van Gendringen ligt en uit twee gedeelten bestaat. In het zuidelijke deel bevindt zich een grote speeltuin met een eetgelegenheid en een openluchttheater. In het noordelijke deel bevond zich tot 2013 een hertenkamp. In 2013 verdween het hertenkamp, de herten en andere dieren werden overgeplaatst naar de nieuw aangelegde kinderboerderij. Ook is er inmiddels een nieuw wandel- en natuurgebied aangelegd naast de kinderboerderij en Engbergen. De veranderingen maken deel uit van de gemeentelijke inspanningen om van Engbergen en het omliggende gebied, inclusief golfbaan 't Lohr te Voorst, één groot recreatiegebied te maken.

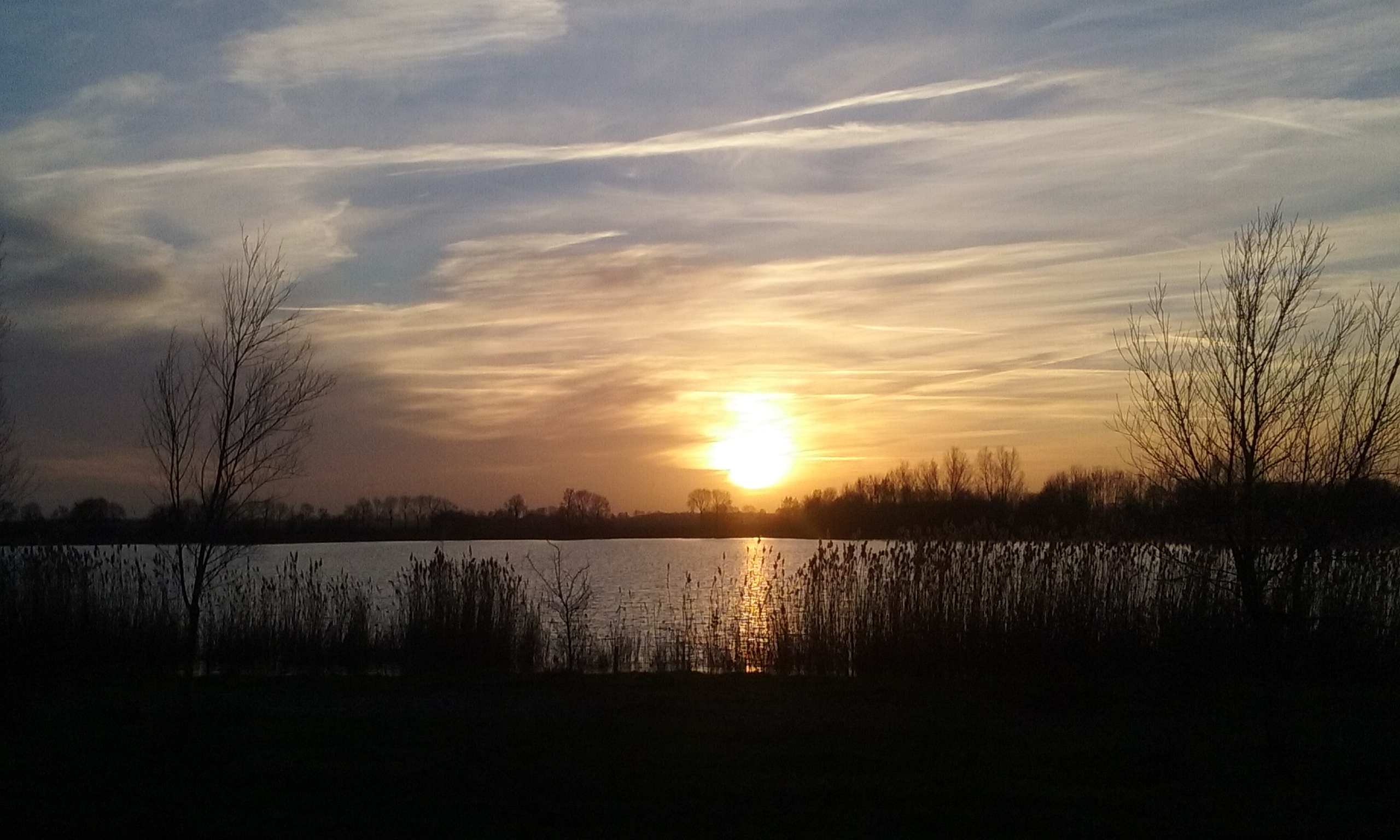
Azewijnse Broek bij zonsondergang

In de Grotestraat in het centrum van Gendringen zijn, hoewel de laatste jaren enkele winkels hebben plaatsgemaakt voor appartementen, anno 2016 nog steeds de meeste detailhandelszaken gevestigd. Tevens bevinden zich hier enkele horecagelegenheden. Nabij het centrum bevinden zich verder een vestiging van Bibliotheek Achterhoekse Poort, een servicepunt van de Apotheek Ulft en multifunctioneel centrum De Gent.
Gendringen is zowel met de auto als met openbaar vervoer bereikbaar. Het ligt op 15 minuten rijden van de A18 (Zevenaar-Varsseveld) en de A12 (Arnhem-Oberhausen). Op doordeweekse dagen buiten de schoolvakanties rijdt er elk kwartier een een bus tussen het dorp en het treinstation Doetinchem en een keer per uur een (buurt)bus vanaf/naar het treinstation in Terborg en Megchelen.
Tot slot ligt in de buurtschap Voorst, op zo'n 2 kilometer ten oosten van Gendringen, een klein vliegveld voor ultralight (ULV) vliegtuigen.

## Scholen
Gendringen kende tot voor kort twee scholen voor het basisonderwijs, die beide centraal in het dorp liggen:
- de (van origine) katholieke Christoffelschool aan de Grotestraat.
- de christelijke school De Hoeksteen aan de Oosterstraat.

Inmiddels zijn beide scholen gefuseerd tot ‘’Basisschool De Wijssel’’
Daarnaast zijn er enkele opvanggelegenheden:
- Buitenschoolse opvang Berenhut
- De Vlinder Kinderopvang
- Kinderdagverblijf Berend Botje
- Peuterspeelzaal Bambino

## Evenementen

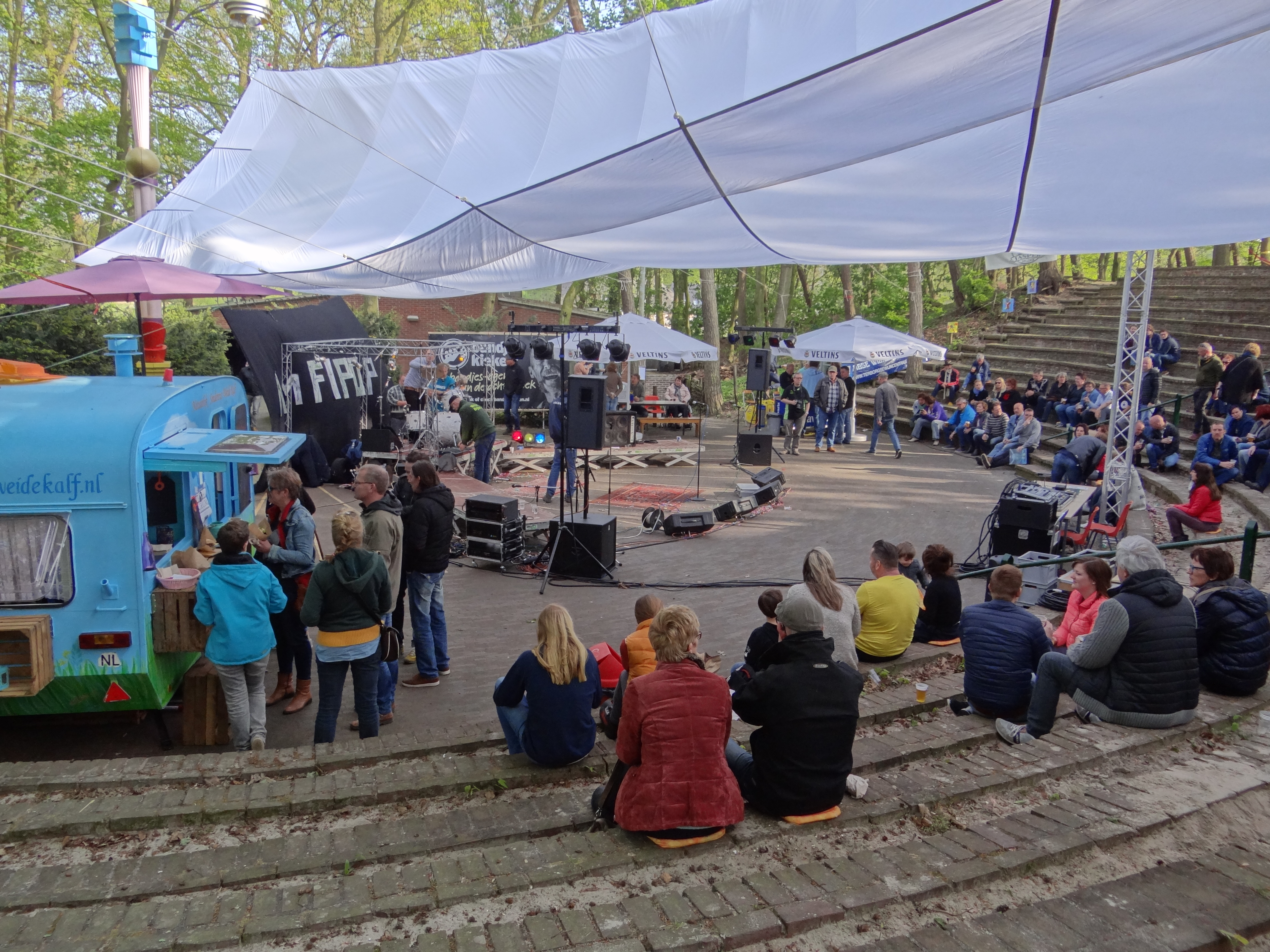
Amfipop 2017

Iedere vrijdagochtend is er een kleine weekmarkt aan de Raadhuisstraat. Verder zijn er vele jaarlijks terugkerende evenementen in Gendringen:
- Kermis Gendringen (vrijdag t/m maandag, laatste weekend van augustus), met 4 dagen tentfeest en diverse kermisattracties.
- Huiskamerfestival Gast in Gendringen (eerste zondag van oktober), waarbij diverse regionale én landelijke artiesten optredens verzorgen vanuit verschillende huiskamers in het dorp.
- Gendringse Fietsdagen (juni); fietsvierdaagse in de middag/avond.
- GarageSale Gendringen (september); soort rommelmarkt waarbij inwoners spullen verkopen vanuit eigen garage of vanaf eigen oprit.
- Paaseierenrally (tweede paasdag); traditionele grote puzzeltocht (enkele tientallen kilometers) met auto's.
- Nacht van Oranje (26 april) en Koningsdag (27 april); tentfeest met livemuziek op 26 april, verschillende activiteiten (o.a. optocht en spelletjes) op Koningsdag.
- Amfipop (voorjaar); low-budget pop- en rockfestival met veelal lokale bands in het openluchttheater Engbergen.
- Carnaval in Gendringen; sinds 2013 terug van weggeweest in Gendringen. Tweemaal per jaar organiseert de carnavalsvereniging de Dakhazen een feest: de pronkzitting en het carnaval zelf.
- Preuvement; sinds 2017 wordt er rond de Sint Maartenkerk (Gendringen) door plaatselijke ondernemers een proeverij georganiseerd.

Voorts vinden er in het openluchttheater te Engbergen ieder jaar enkele concerten en optredens plaats (in het voor- en najaar).

## Bezienswaardig
- Molen Van Hal, een oude korenmolen in Voorst bij Gendringen.
- Engbergen, natuur- en recreatiegebied in de gelijknamige buurtschap ten oosten van Gendringen.
- De Moezeköttel, een gerestaureerde noodwoning uit 1945 tussen Gendringen en Megchelen.
- Wijngoed 't Oerlegoed, een wijngoed met te bezichtigen wijnmakerij in Wals bij Gendringen.
- Martinuskerk.
- Sint Maartenkerk.

## Sport
Gendringen telt één voetbalclub, genaamd VV Gendringen. Op de grens met Ulft ligt ook een atletiekvereniging genaamd Atletico '73. Onder andere Bram Som en Arnoud Okken hebben hun eerste stappen in de atletieksport bij deze club gemaakt. Gendringen telt daarnaast ook nog een gymnastiekvereniging (St. Paulus), een Scouting Gendringen ( 't Kompas), een lawntennisclub (LTC De IJsselweide) en een fitnesscentrum (Kei-Fit). Verder liggen net buiten het dorp een paardensportcentrum (Diekshuus te Engbergen) en een golfbaan ('t Lohr te Voorst).
Gendringen heeft een lange wielerhistorie, die teruggaat tot 1937. Sinds dat jaar tot 2004 had Gendringen een eigen wielerronde onder de naam Dwars door Gendringen. In de periode daarna (2006-2016) maakte Gendringen onderdeel uit van de Olympia's Tour. Tijdens de eerste twee edities van de in 2017 voor het eerst georganiseerde Ronde van de Achterhoek was Gendringen doorkomst- en finishplaats.  Namen als Servais Knaven, Jeroen Blijlevens en Alessandro Petacchi wisten Dwars door Gendringen al eens op hun naam te schrijven. In 2008 won Lars Boom de tijdrit van de Olympia's Tour in Gendringen en in 2010 won het Amerikaanse talent Taylor Phinney de etappe die eindigde in Gendringen.
In Gendringen wordt verder regelmatig het NK Survival gehouden en wordt er jaarlijks een autocross georganiseerd door de plaatselijke autosportvereniging.
Tussen het dorp en het naburige Ulft ligt  sportpark De IJsselweide, het is de thuisbasis voor zowel bovengenoemde voetbal-, atletiek- en tennisvereniging als voetbalclub SDOUC uit Ulft en hockeyclub HCOIJ. In 2016 is er een nieuwe sporthal geopend.

## Geboren in Gendringen
- Dione Housheer (1999), handbalspeelster
- Arne Jansen (1951-2007), zanger
- Adolf Robbert van de Laar (1871-1959), politicus (Tweede Kamerlid)
- Frank Lukassen (1967), voetballer
- Henk Overgoor (1944-2020), voetballer
- Anthony Christiaan Winand Staring (1767-1840), dichter, landbouwkundige en schrijver
- Johannes van der Vegte (1892-1945), olympisch roeier
- Dorothea Visser (1819-1876), mystica en zieneres
- Suzanne Willems (1975), beeldhouwer
- Hendrik Lot (1821-1878), landschapsschilder

## Woonachtig in Gendringen
- Jan Vreman (1965), voetbaltrainer en voormalig voetballer